# Børselva
Die Børselva (nordsamisch: Bissojohka, kvensk: Pyssyjoki) ist ein Fluss in der Kommune Porsanger in der norwegischen Provinz Finnmark. Er hat seinen Ursprung nördlich des Ostteils der Fjellgegend Gaissene im Osten der Kommune und mündet bei Børselv in den Porsangerfjord. Der Fluss hat eine Länge von 76,2 km und ein Einzugsgebiet von 882,81 km². Die mittlere Abflussmenge bei der Mündung beträgt 18,47 m³/s. Er fließt in seinem Verlauf durch die Silfar Schlucht, wo das Wasser klar und Smaragdfarben ist. Die Silfar-Schlucht ist eine der tiefsten Schluchten Nordeuropas.

## Wissenswertes
Die Børselva ist einer von drei lachsreichen Flüssen in der Kommune Porsanger – die anderen beiden Flüsse sind die Lakselva und die Stabburselva.
Mit der Aufnahme in das Programm Verneplan I for vassdrag steht der Fluss seit 1973 unter besonderem Schutz.

## Bildergalerie

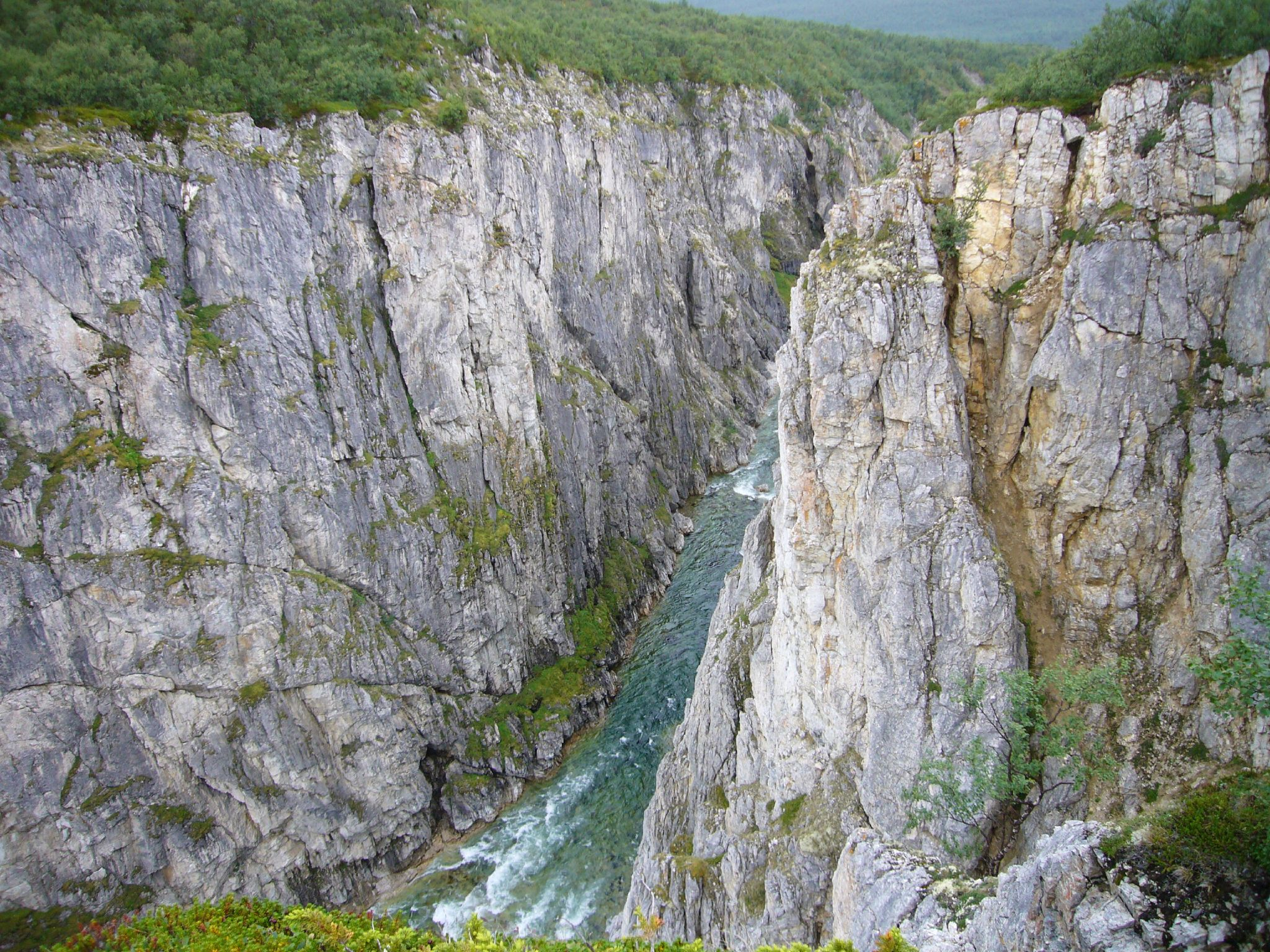
Blick flussabwärts in die Silfarschlucht
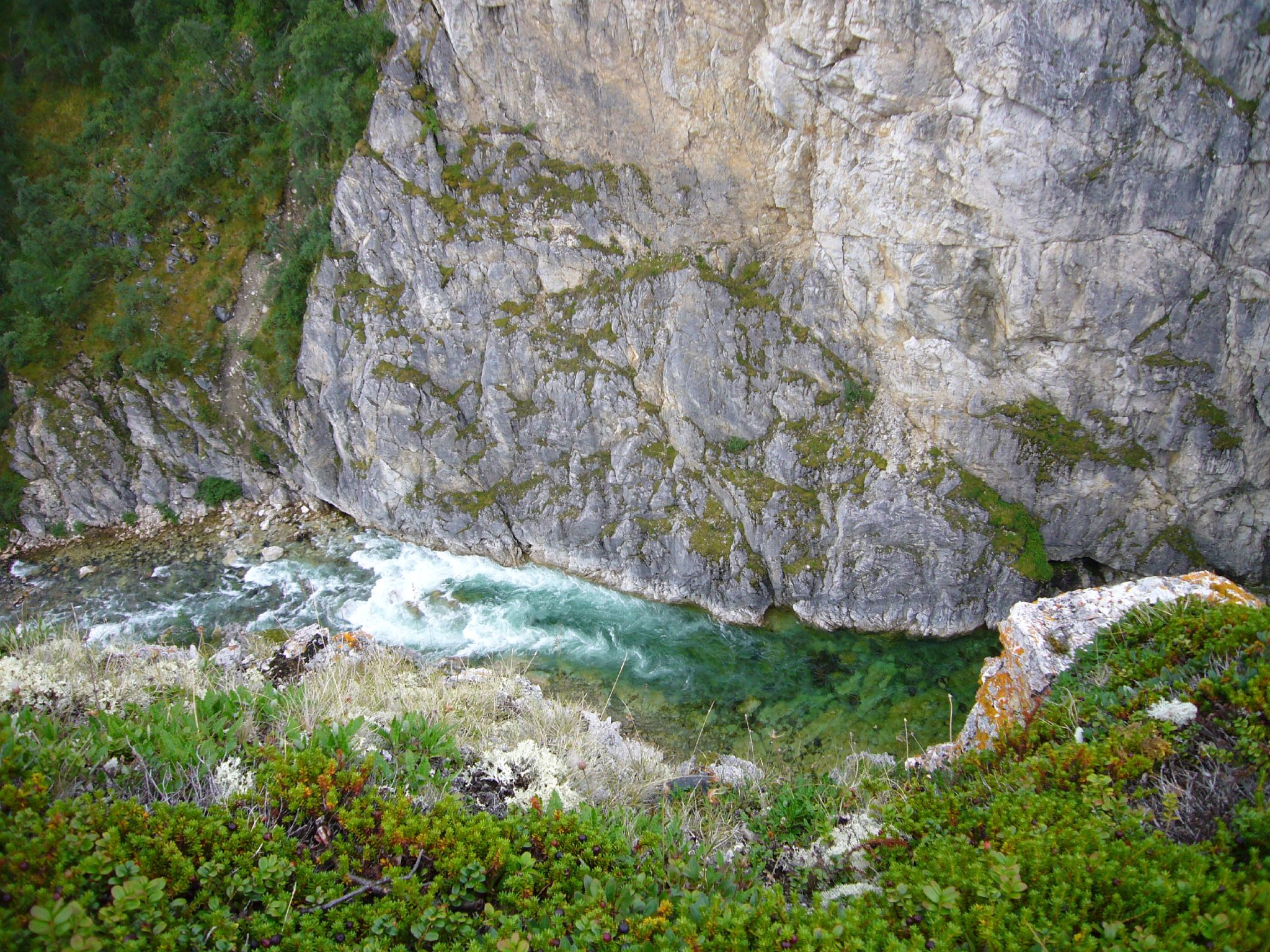
Blick in die Silfarschlucht von deren Rand, gut zu erkennen die besondere Wasserfarbe
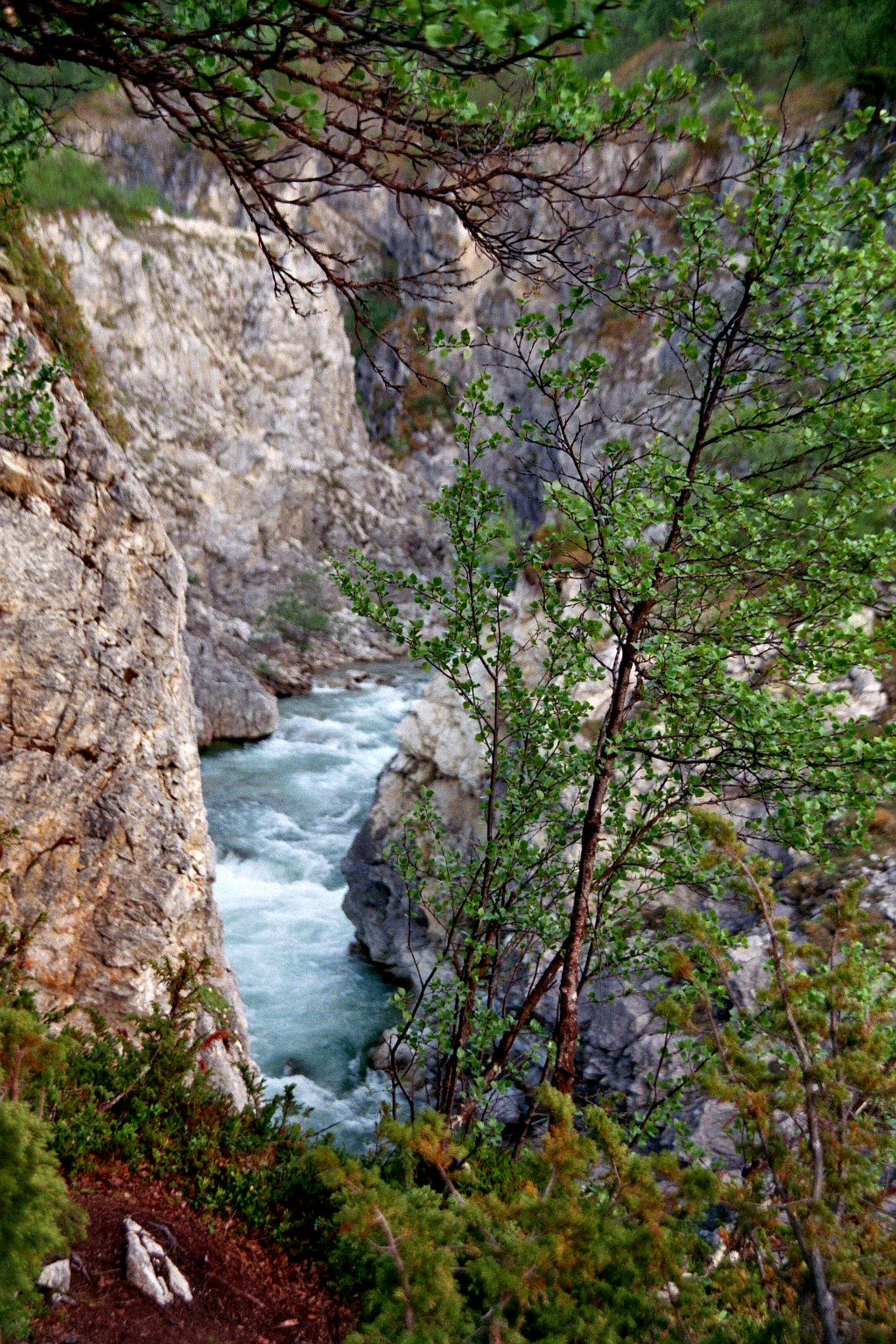
Die Børselva in einer Kehre